# Úrhida
Úrhida è un comune dell'Ungheria di 1.754 abitanti (dati 2001). È situato nella contea di Fejér.